# Barrage de Chancy-Pougny
Le barrage de Chancy-Pougny est un barrage hydro-électrique franco-suisse sur le Rhône.
Situé à cheval sur la frontière, entre la commune d'Avully (et non de Chancy comme son nom pourrait le faire penser), dans le canton de Genève et la commune de Challex (et non de Pougny) dans le département de l'Ain, il est exploité par la Société des forces motrices de Chancy-Pougny (SFMCP) dont sont actionnaires les Services industriels de Genève et la compagnie nationale du Rhône.

## Historique
Une convention est passée entre les États français et suisse le 4 octobre 1913 et rend possible l'utilisation de la puissance hydraulique du Rhône dans ce secteur. Une concession est délivrée la même année à la Banque suisse des chemins de fer de Bâle. Cette concession est transmise à la Société des forces motrices de Chancy-Pougny et entre en vigueur le 9 avril 1918 pour une durée de 80 ans. L'énergie produite est partagée entre la Suisse pour 64,6 % et la France pour 35,4 %.
L'objectif initial est d'approvisionner en électricité les usines métallurgiques française du Creusot.
L'usine est construite de 1919 à 1925, avec le remaniement du vallon de Courchefatte (le nant de Courchefatte rejoint le Rhône à l'aval du barrage, sur la rive gauche) et le relèvement du niveau du Rhône jusqu'à La Plaine. Le bâtiment des machines est d'inspiration néo-classique (comme d'autres construits durant l'entre-deux-guerres), sa structure est en béton, béton armé et charpente métallique couverte de tuiles. L'usine était initialement équipée de cinq turbines Francis disposant chacune d'un débit de 100 m3/s. Le barrage est par ailleurs doté de quatre vannes de type Stoney d'une capacité d'évacuation de 600 m3/s. Une « cité des employés » est construite à proximité, ainsi qu'un château d'eau pour le refroidissement des turbines (réalisé par Robert Maillart).

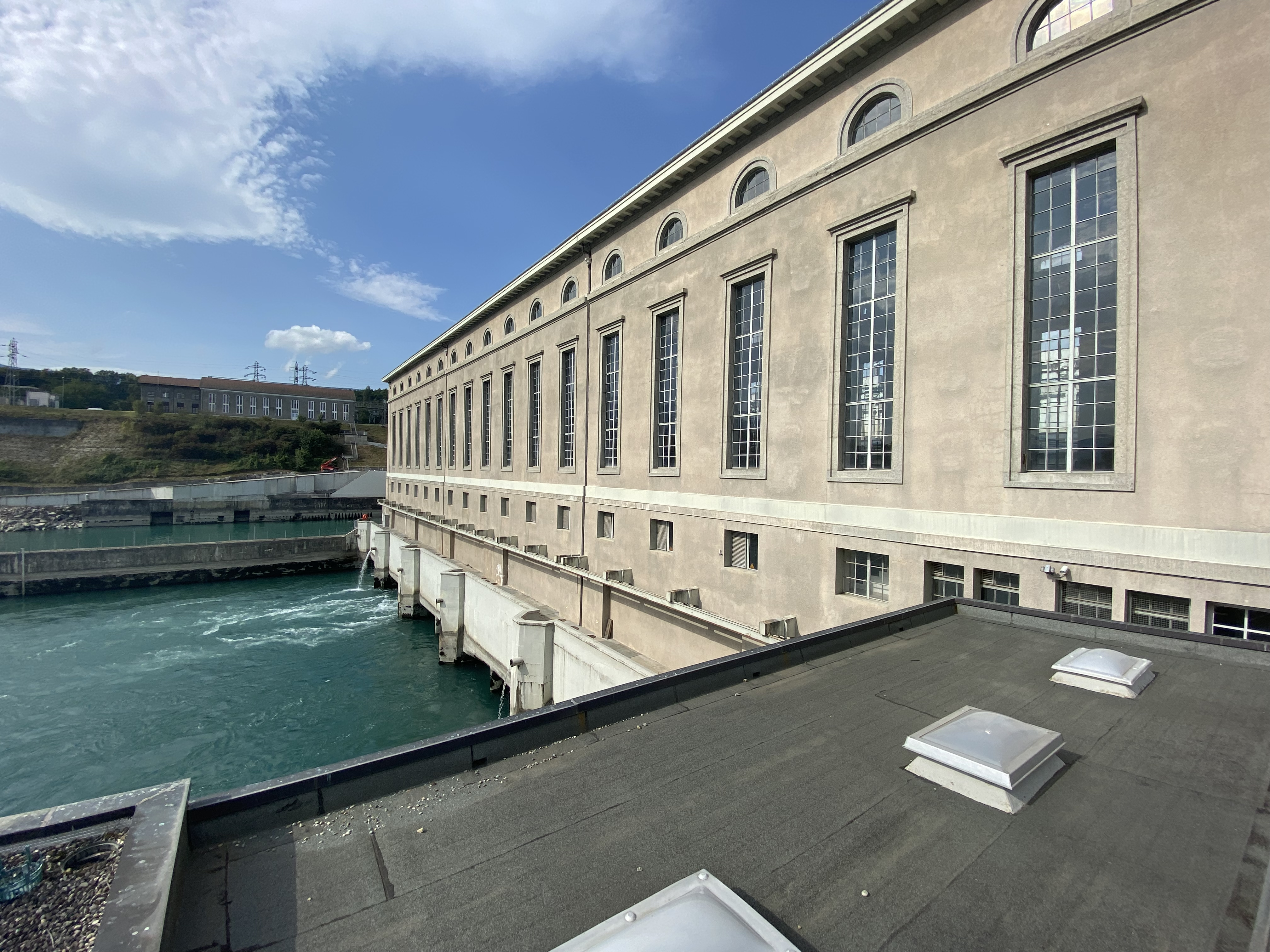
Façade aval sud de l'usine.
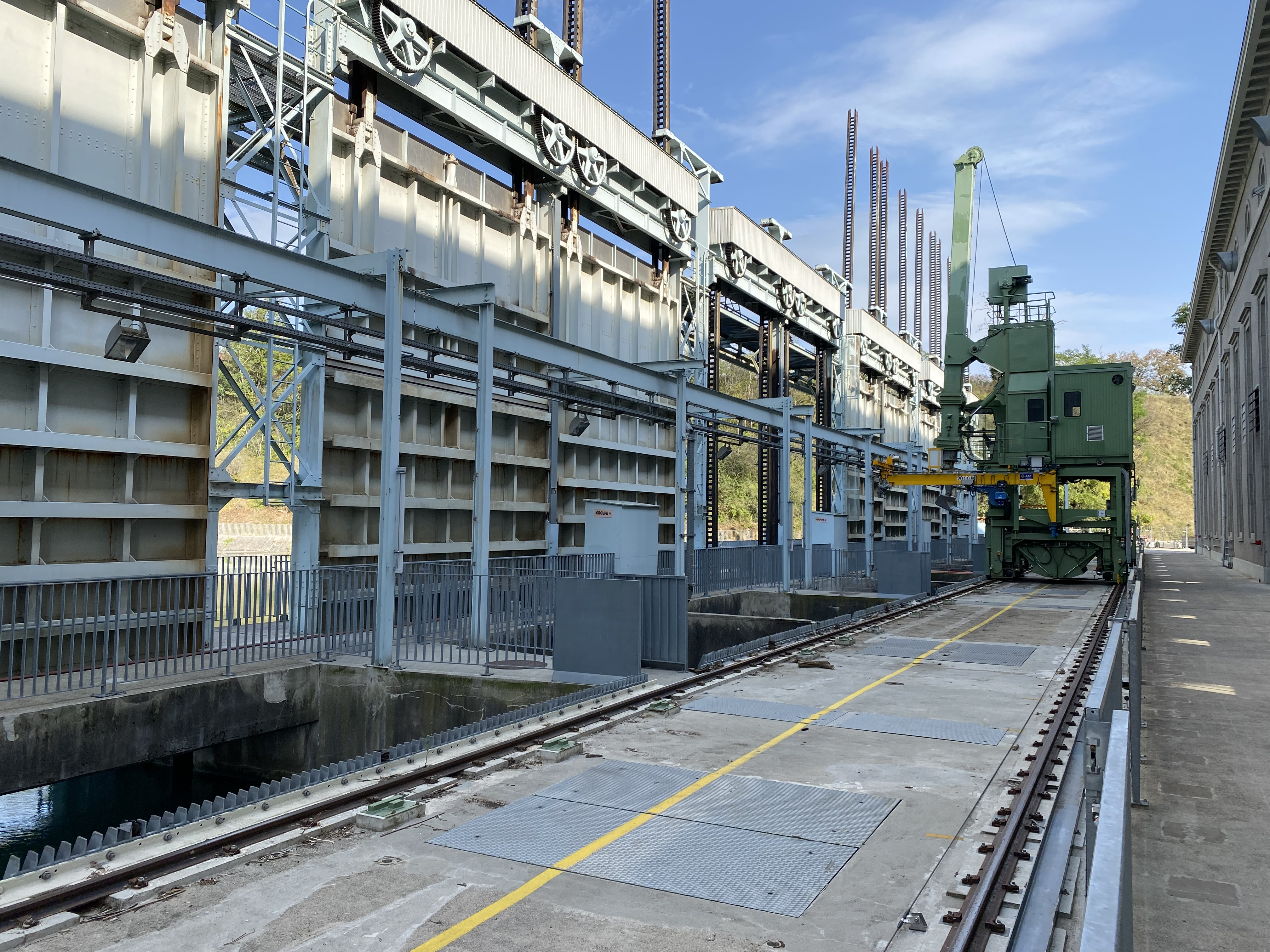
Machinerie de relevage des vannes de l'usine.
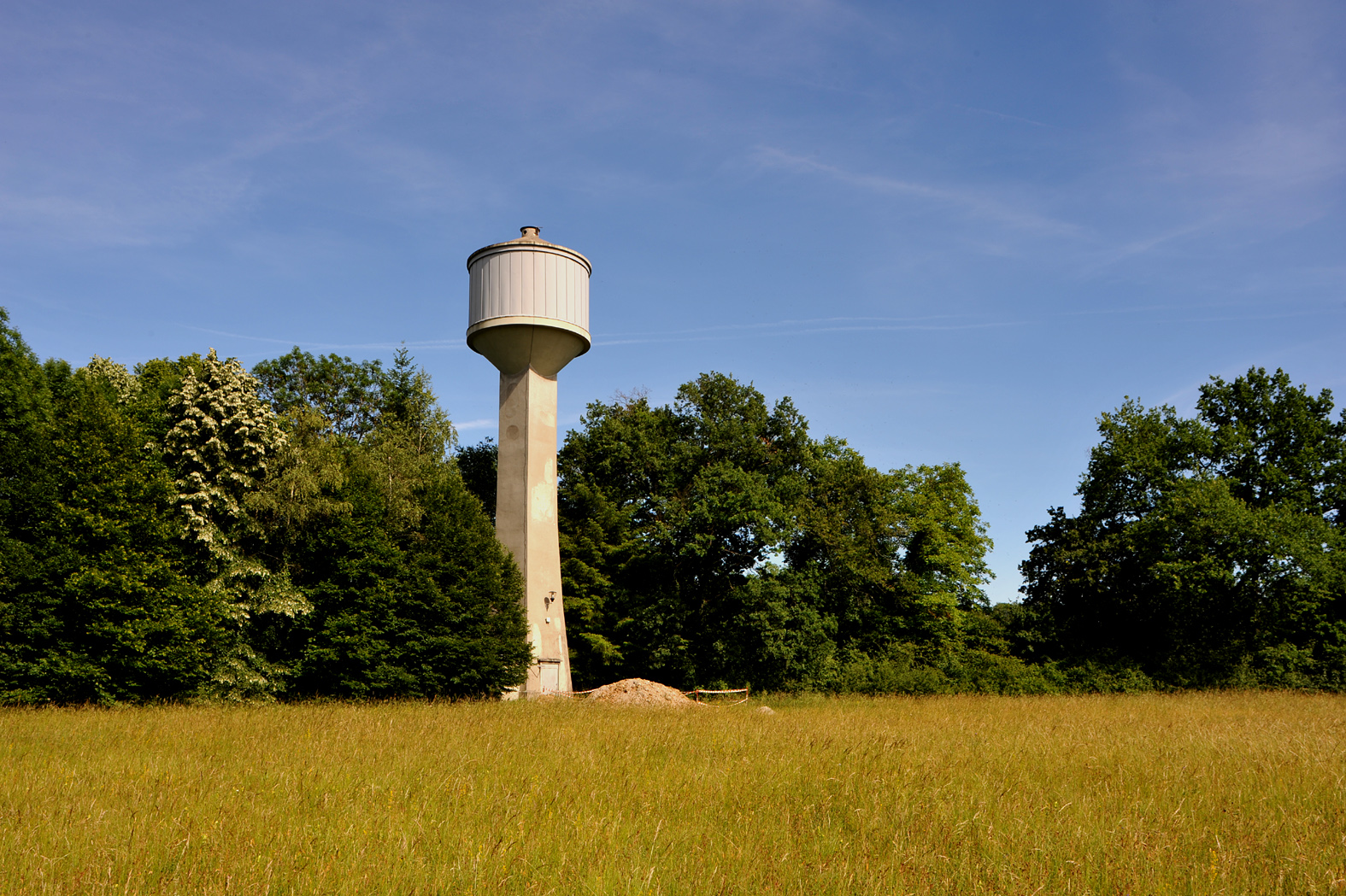
Château d'eau de l'usine.

Genève reçoit de l'électricité produite par cette usine dès 1958. Les Services industriels de Genève reprennent en 1965 la totalité de l'énergie produite.
En 1997, une demande de prolongation de la concession est déposée. Une modernisation des installations est alors prévue, avec une augmentation du débit utilisable de 520 à 620 m3/s. Cependant la Fédération suisse de pêche et la Fédération genevoise des sociétés de pêche s'opposent à ce projet. La concession est prolongée pour trois ans puis l'exploitation est tolérée jusqu'à la prise d'une décision en 2003 accordant une nouvelle concession pour une durée de 60 ans à partir du 9 avril 2001.
La production annuelle moyenne en 2003 est de 210 GWh, les cinq turbines ayant une puissance totale de 38 MW.
Des travaux de rénovation débutent en 2004 : quatre turbines sont remplacées par des turbines Kaplan, la dernière turbine Francis fonctionnant encore de manière satisfaisante.

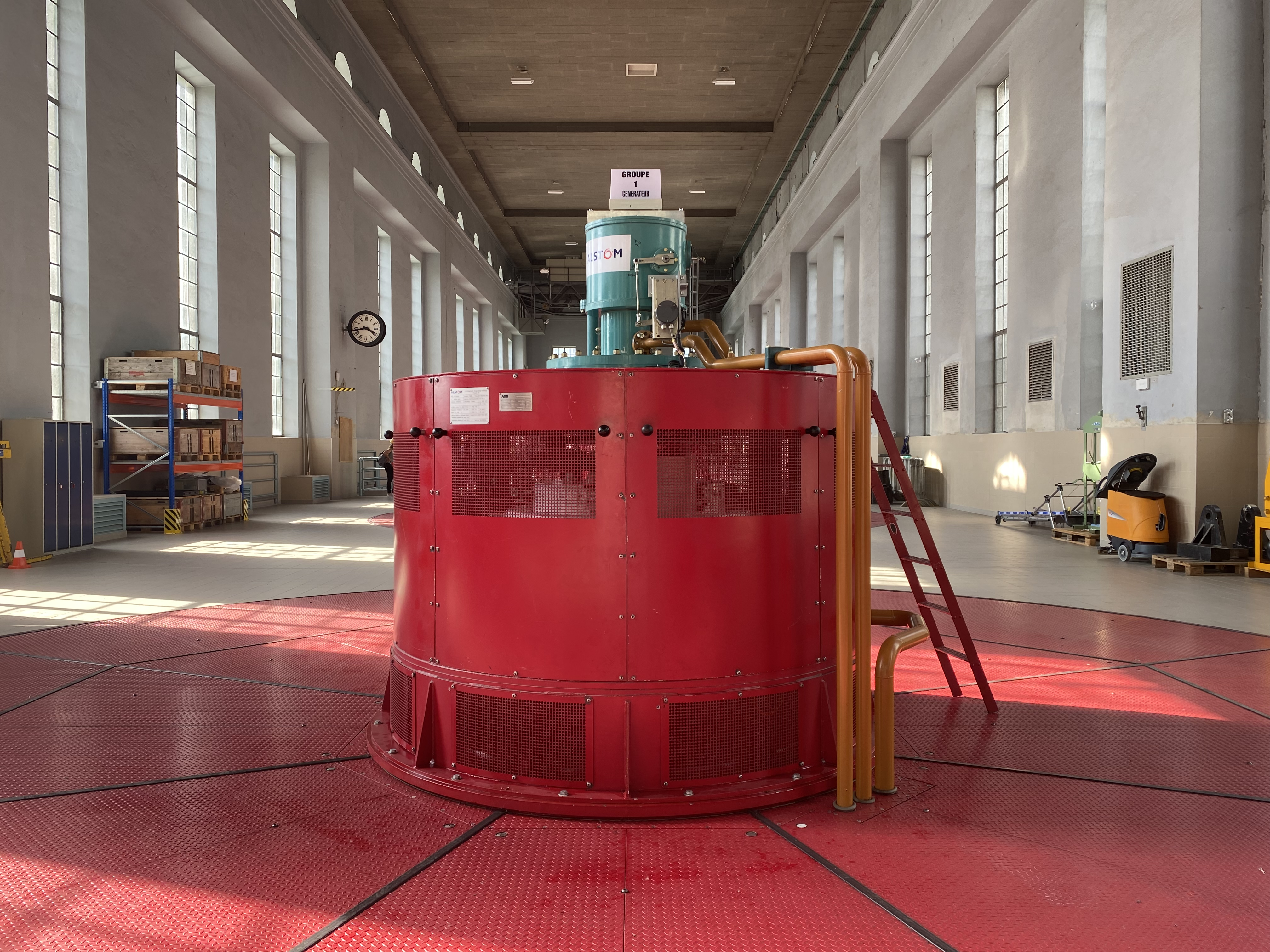
Sommet d'une turbine Kaplan.
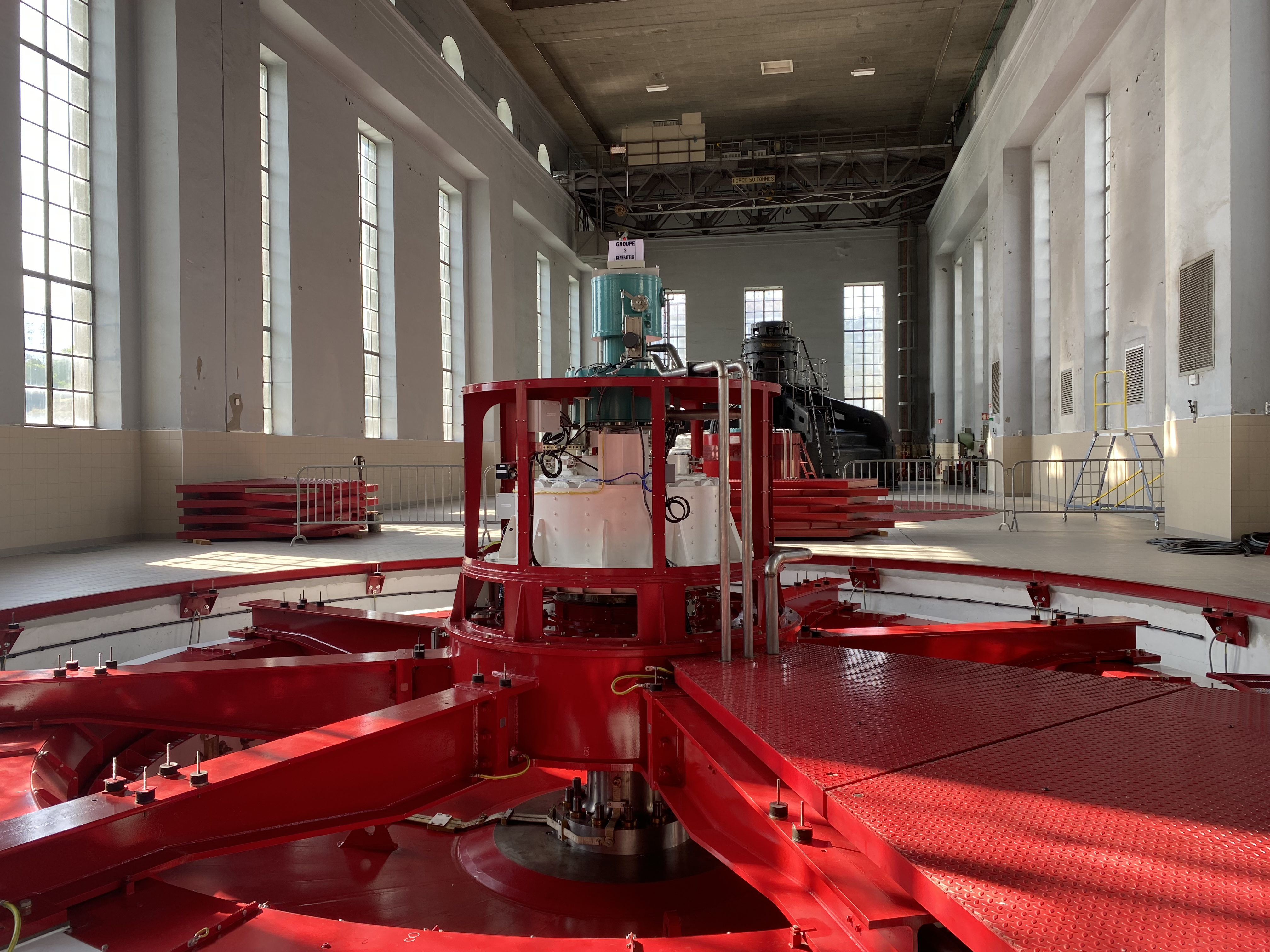
Turbine Kaplan en maintenance.
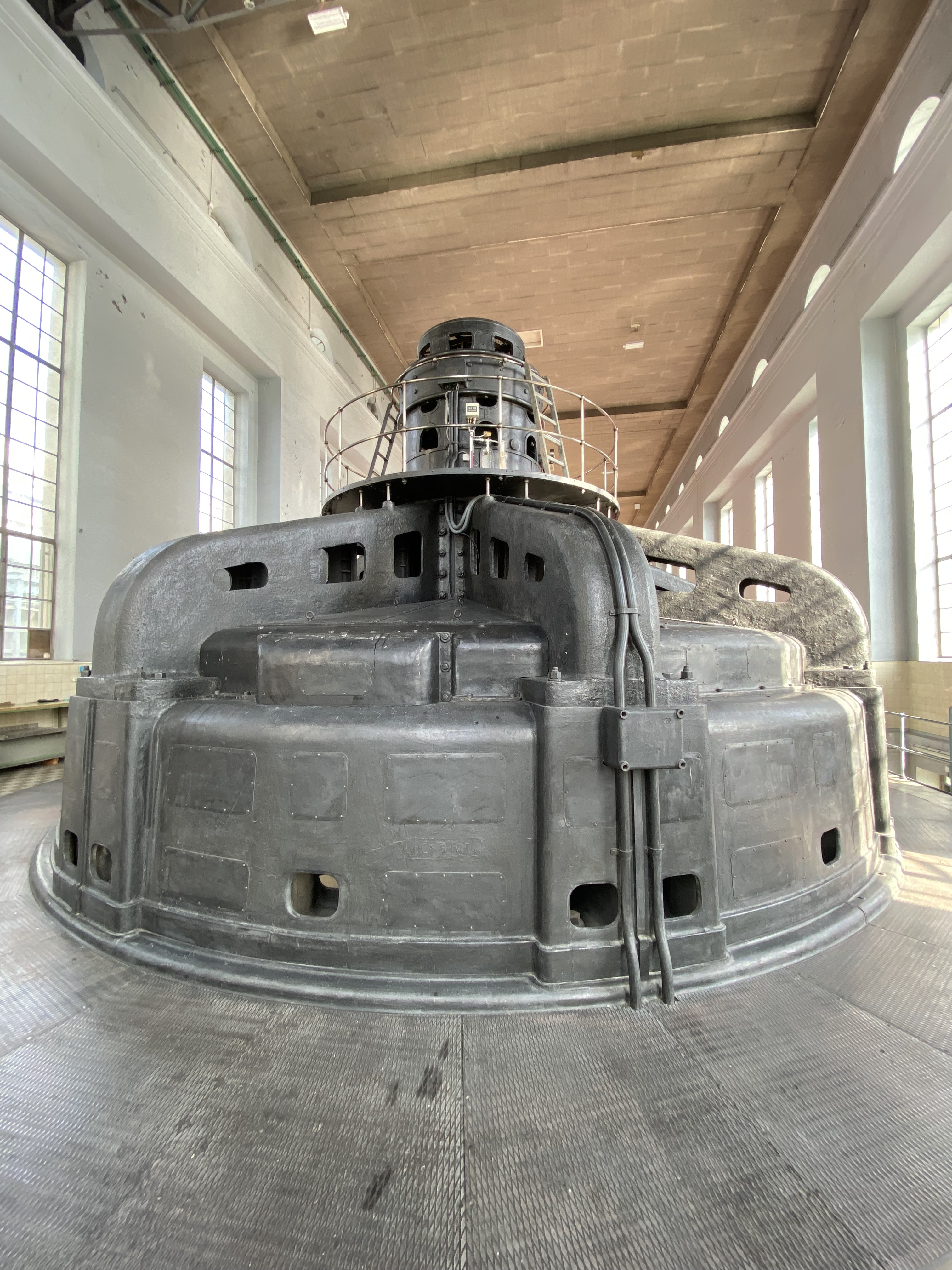
Dernière turbine Francis.

En 2015, l'usine reçoit la certification naturemade star.

## Caractéristiques
La différence du niveau de l'eau dans sa chute est d'environ 11 m. Le barrage est long de 115 m et haut de 29 m.
L'énergie électrique est produite avec une turbine Francis et quatre turbines Kaplan, pour un total de 230 GWh, soit 8,3 % de la consommation du canton de Genève.